# Kostenfunktion (Wirtschaft)

Die verschiedenen Arten von Kostenverläufen

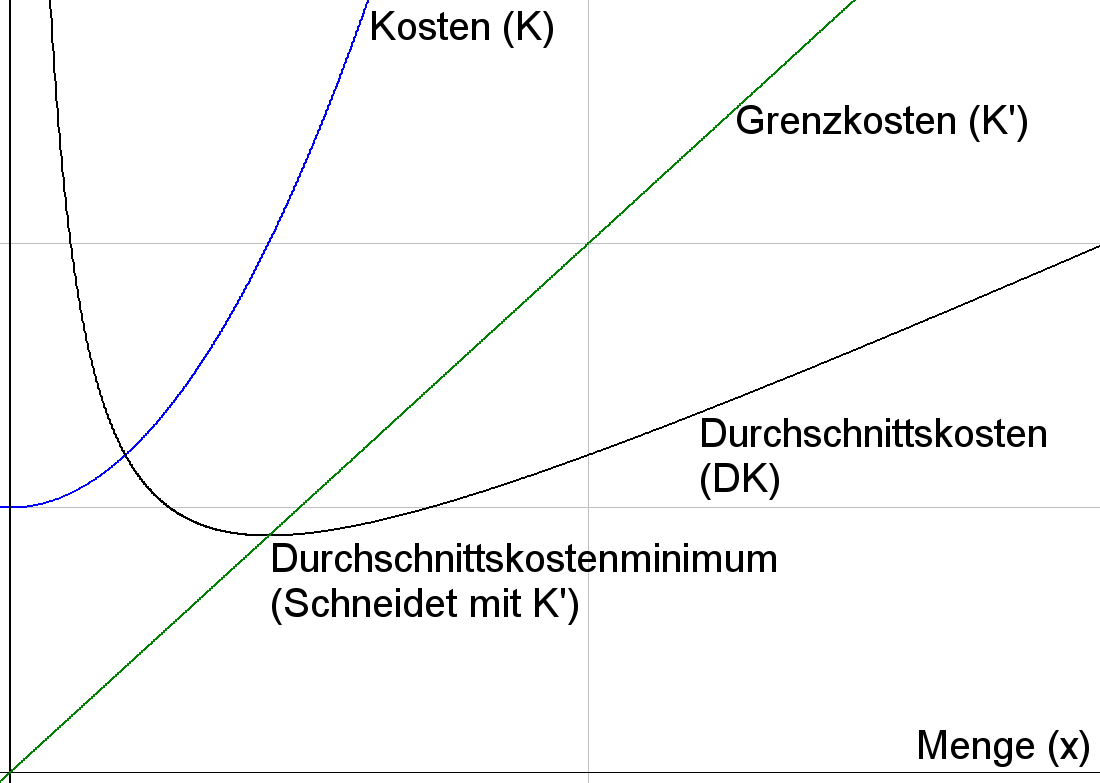
Kosten und Grenzkosten graphisch

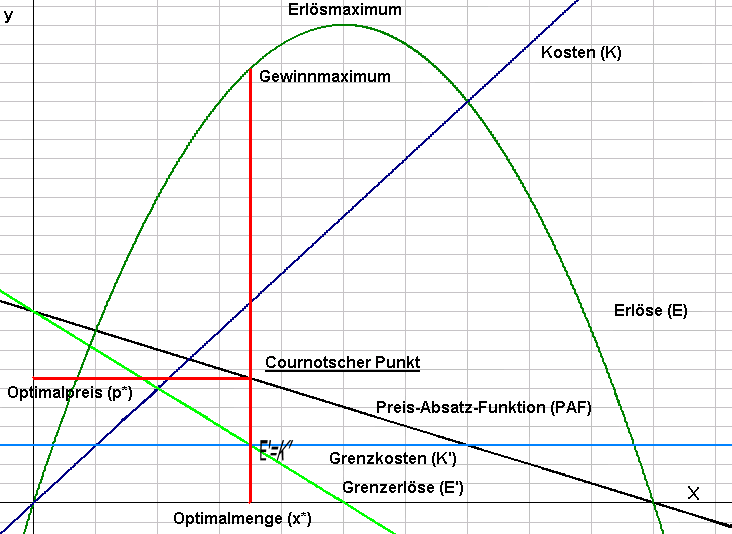
Kostenfunktion und Grenzkosten im Zusammenhang mit dem Monopolpreismodell

Als Kostenfunktion (oder Kostenkurve) wird in der Betriebswirtschaftslehre und Volkswirtschaftslehre eine mathematische Beziehung zwischen den Kosten und einer Bezugsgröße bezeichnet.

## Allgemeines
Eine Funktion stellt in der Mathematik die Beziehung (Relation) zwischen zwei Mengen dar. Diese beiden Mengen sind bei der Kostenfunktion die Kosten und eine weitere Bezugsgröße, meistens die Ausbringungsmenge. Kostenfunktionen können entweder empirisch mit Hilfe der Regressionsanalyse ermittelt werden oder deduktiv aufgrund von Prämissen über die zugrunde liegenden Produktionsfunktionen abgeleitet werden.
Kostenfunktionen sind die formale Beschreibung der während einer Rechnungsperiode in einem Produktionsprozess anfallenden Kosten {\displaystyle K} in Abhängigkeit von der ausgebrachten Gütermenge {\displaystyle M}.

## Formale Darstellung
Die Gesamtkostenfunktion {\displaystyle K} gibt demnach alle Gesamtkosten an, die anfallen, wenn eine Menge {\displaystyle M} eines Gutes bei gegebenen Faktorpreisen {\displaystyle q} mit der durch die Produktionsfunktion {\displaystyle M=f(r)} beschriebenen Technologie produziert wird:
{\displaystyle K=F(M)}.
Die Gesamtkosten setzen sich aus den Fixkosten {\displaystyle K_{f}} und den variablen Kosten {\displaystyle K_{v}} zusammen. Da jedoch die Fixkosten unabhängig von der Ausbringungsmenge sind, ist die Kostenfunktion allgemein eine inhomogene Funktion mit einem Absolutglied.

## Produktionsfunktionen
Für die Ermittlung der Kostenfunktionen auf der Grundlage der Produktionsfunktion stehen zwei Produktionsfunktionen zur Verfügung:
- Gutenberg-Produktionsfunktion oder
- Substitutionale Produktionsfunktion.[6]

Die Kostenfunktionen können durch Deduktion aus den Produktionsfunktionen aufgrund von Prämissen abgeleitet werden.
Die erste Ableitung der Kostenfunktion bezeichnet man als Grenzkosten.

## Arten von Kostenfunktionen
Abhängig von ihrem Verlauf werden folgende Kostenfunktionen unterschieden:
proportional (linear)
Die Kosten ändern sich im selben Verhältnis wie die Bezugsgrößenmenge. Die Stückkosten bleiben dann – unabhängig von der Bezugsgrößenmenge – konstant und sind identisch mit den Grenzkosten.
degressiv (unterproportional)
Die Kosten nehmen bei steigender Bezugsgrößenmenge langsamer zu. Die Stückkosten verringern sich somit bei zunehmender Ausbringungsmenge. Das kann z. B. an Rabatten liegen, die bei hoher Mengenabnahme gewährt werden (Mengenrabatt). Ein anderes Beispiel wäre, dass die Produktionszeit durch einen Lernkurveneffekt abnimmt, d. h. der dritte produzierte PC wird schneller hergestellt als der erste.
progressiv (überproportional)
Die Kosten nehmen bei steigender Bezugsgrößenmenge stärker zu. Die Stückkosten steigen dabei an (z. B. aufgrund von Überstunden).
regressiv (abnehmend)
Die Kosten und auch deren Stückkosten nehmen bei steigender Bezugsgrößenmenge ab (z. B. Heizkosten in Veranstaltungsräumen bei steigender Besucherzahl).
fix
Die Kosten bleiben unabhängig von der Ausprägung der Bezugsgröße konstant. Die Stückkostenfunktion verläuft degressiv (siehe auch Fixkostendegression). Die Grenzkosten sind 0.
sprungfix/intervallfix
Die Kosten bleiben auf bestimmten Intervallen der Bezugsgrößenmenge konstant. Zwischen diesen Intervallen „springen“ die Kosten auf ein anderes Niveau. Die Kostenfunktion nimmt einen treppenartigen Verlauf an.
reziprok
Der Graph verläuft in eine r-l-Wendekurve (reziprok „s-förmige“/ degressiv-progressiv-Funktion) und ist ein nichtlinearer Kostenverlauf wie im gleichnamigen Bild (schwarzer Graph).

## Überblick

Nichtlinearer Kostenverlauf

| Verlauf      | allgemeine Form {\displaystyle K(x)}                                              | Beispiel                                                                               | Grenzkosten {\displaystyle K'(x)}                               | Stückkosten {\displaystyle k(x)}                                                                      |
| ------------ | --------------------------------------------------------------------------------- | -------------------------------------------------------------------------------------- | --------------------------------------------------------------- | --- |
| proportional | {\displaystyle c\cdot x}                                                          | {\displaystyle x}                                                                      | {\displaystyle c}                                               | {\displaystyle c}                                                                                     |
| degressiv    | {\displaystyle x^{c \over a}}                                                     | {\displaystyle {\sqrt {x}}}                                                            | {\displaystyle {c \over a}\cdot x^{{c \over a}-1}}              | {\displaystyle x^{{c \over a}-1}}                                                                     |
| progressiv   | {\displaystyle c\cdot x^{a}}                                                      | {\displaystyle x^{2}}                                                                  | {\displaystyle {a\cdot c}\cdot x^{a-1}}                         | {\displaystyle c\cdot {x^{a-1}}}                                                                      |
| regressiv    | {\displaystyle c\cdot x^{-a}}                                                     | {\displaystyle 1 \over x}                                                              | {\displaystyle (-a)\cdot c\cdot x^{-a-1}}                       | {\displaystyle c\cdot x^{-a-1}}                                                                       |
| fix          | {\displaystyle c}                                                                 | {\displaystyle 1000}                                                                   | {\displaystyle 0}                                               | {\displaystyle c \over x}                                                                             |
| sprungfix    | {\displaystyle {\begin{cases}a,x<c\\b,c\leq x\leq d\\\ldots ,\ldots \end{cases}}} | {\displaystyle {\begin{cases}1000,x<50\\2000,50\leq x\leq 200\\5000,x>200\end{cases}}} | {\displaystyle 0}, in den Sprungstellen {\displaystyle \infty } | {\displaystyle {\begin{cases}{a \over x},x<c\\{b \over x},c\leq x\leq d\\\ldots ,\ldots \end{cases}}} |

Hierbei gilt
{\displaystyle K}: Kostenfunktion
{\displaystyle x}: Bezugsgrößenmenge
{\displaystyle a\in \mathbb {N} _{>1}} und {\displaystyle b,c,d\in \mathbb {R} _{>0}}: Konstanten. Für degressive Kosten gilt zusätzlich {\displaystyle c<a}.

### Erklärung der GrafikNichtlinearer Kostenverlauf
Die totalen Durchschnittskosten sinken zunächst, weil die Mehrproduktion Kostenvorteile bringt. Dabei müsste die Stückzahl-Quantifizierung am besten als Output je Zeiteinheit gedeutet werden. Damit könnte erklärt werden, weshalb die totalen Durchschnittskosten später vorübergehend wieder ansteigen: Es braucht wegen Erreichens der Produktions-Kapazitätsgrenze eine Erweiterungs-Investition, deren Kosten auf die totalen Durchschnittskosten umgelegt werden. Dass die Grenzkosten-Kurve die Durchschnittskosten-Kurven in ihrem Minimum durchschneidet, wird dadurch erklärt, dass, solange der Kostenzuwachs der letzten Einheit kleiner ist als die Durchschnittskosten aller vorherigen, dieser Zuwachs den Durchschnitt aller vorherigen Zuwächse, in den er einbezogen ist, nach unten drückt. Sobald GK = DK ist, kann der Durchschnitt nicht mehr gedrückt werden und wird dann künftig angehoben.